# Coppa delle Fiere 1960-1961
La Coppa delle Fiere 1960-1961 fu la terza edizione dell'omonima competizione calcistica. Venne vinta dalla Roma, che sconfisse nel computo della doppia finale il Birmingham City.

## Formula
Da questa edizione la Coppa delle Fiere si allineò al calendario delle altre coppe calcistiche europee, svolgendosi anch'essa nell'arco di una sola stagione. Come retaggio della formula originaria, furono ancora presenti rappresentative ad hoc di alcune delle principali città europee sede di fiere commerciali, molte delle quali uscirono al primo turno; a partire da questa edizione, però, le selezioni cittadine cominciarono progressivamente a scomparire, lasciando l'adesione esclusiva ai club. Con un calendario che ancora permetteva la partecipazione ad altre coppe europee, alcune squadre presero parte contemporaneamente a più competizioni: il Barcellona, l'Újpest e la Stella Rossa in Coppa dei Campioni e la Dinamo Zagabria in Coppa delle Coppe.
La premiazione della squadra vincitrice, la Roma, fu effettuata materialmente da Stanley Rous, presidente della FIFA e del Comitato organizzativo della Coppa delle Fiere.

## Risultati

### Ottavi di finale
| Squadra 1            | Totale | Squadra 2            | Andata | Ritorno |
| -------------------- | ------ | -------------------- | ------ | ------- |
| Inter                | 14 - 3 | Hannover 96          | 8 - 2  | 6 - 1   |
| Lipsia XI            | 6 - 6  | Belgrado XI          | 5 - 2  | 1 - 4   |
| KB                   | 11 - 4 | Basilea XI           | 8 - 1  | 3 - 3   |
| Birmingham City      | 5 - 3  | Újpest Football Club | 3 - 2  | 2 - 1   |
| Zagabria XI          | 4 - 5  | Barcellona           | 1 - 1  | 3 - 4   |
| Hibernian            | N/D    | Losanna              |        |         |
| Olympique Lione      | 3 - 4  | Colonia              | 1 - 3  | 2 - 1   |
| Union Saint-Gilloise | 1 - 4  | Roma                 | 0 - 0  | 1 - 4   |

#### Ripetizione
| Squadra 1 | Risultato | Squadra 2   |
| --------- | --------- | ----------- |
| Lipsia XI | 0 - 2     | Belgrado XI |

### Quarti di finale
| Squadra 1  | Totale | Squadra 2       | Andata | Ritorno |
| ---------- | ------ | --------------- | ------ | ------- |
| Inter      | 5 - 1  | Belgrado XI     | 5 - 0  | 0 - 1   |
| KB         | 4 - 9  | Birmingham City | 4 - 4  | 0 - 5   |
| Barcellona | 6 - 7  | Hibernian       | 4 - 4  | 2 - 3   |
| Colonia    | 2 - 2  | Roma            | 0 - 2  | 2 - 0   |

#### Ripetizione
| Squadra 1 | Risultato | Squadra 2 |
| --------- | --------- | --------- |
| Colonia   | 1 - 4     | Roma      |

### Semifinale
| Squadra 1 | Totale | Squadra 2       | Andata | Ritorno |
| --------- | ------ | --------------- | ------ | ------- |
| Inter     | 2 - 4  | Birmingham City | 1 - 2  | 1 - 2   |
| Hibernian | 5 - 5  | Roma            | 2 - 2  | 3 - 3   |

#### Ripetizione
| Squadra 1 | Risultato | Squadra 2 |
| --------- | --------- | --------- |
| Hibernian | 0 - 6     | Roma      |

### Finale
| Arbitro: | Davidson |

|                          |           |                     |
| Hellawell 78’ Orritt 85’ | Marcatori | 30’, 56’ Manfredini |

| Arbitro: | Schwinte |

|                               |           |  |
| Farmer 56’ (aut.) Pestrin 90’ | Marcatori |  |